# Comedy Central (España)
Comedy Central (anteriormente conocido como Paramount Comedy) es un canal de televisión por suscripción español de origen estadounidense con programación basada en la comedia y el humor. Fue lanzado el 1 de marzo de 1999 y es propiedad de Paramount Skydance Corporation.

## Historia
Comedy Central comenzó sus emisiones el 1 de marzo de 1999 bajo el nombre de Paramount Comedy, compartiendo espacio con el canal Nickelodeon. Los dos canales se separaron en febrero de 2005 al crearse una señal independiente para Nickelodeon.
El 1 de septiembre de 2009 la cadena (de parte de Viacom) cambió su imagen corporativa dándole un aspecto más parecido al de su hermano estadounidense, Comedy Central.
En enero de 2011 se especuló la posibilidad de entrada de este canal en TDT, pero finalmente el grupo Viacom decidió lanzar el canal de cine Paramount Channel.
El 18 de diciembre de 2012, la cadena dio el salto al formato panorámico 16:9. 
El 14 de mayo de 2014, Paramount Comedy pasó a llamarse Comedy Central, una nomenclatura con la que el grupo audiovisual ha bautizado al canal en otros países.  Ese mismo día, acompañando el cambio de nombre, también se lanzó la versión en alta definición Comedy Central HD.

## Programación
La programación de la cadena está dedicada exclusivamente a la comedia en todos sus formatos, a través de la emisión de series tanto nacionales como internacionales, programas de producción propia (stand ups o monólogos) y cine comercial.

### Producción propia
Comedy Central revalorizó la comedia en España y sobre todo el término Stand-up más conocido como "monólogo en vivo" o simplemente "monólogo".
La cadena puso especial énfasis creando programas Stand-up, (la mayoría de ellos, programas creados en vivo en teatros conocidos del país, y luego televisados en diferido) como Nuevos cómicos, "Central de cómicos", "Central de cómicos XXL" o "Central de cómicos exprés" y creando programas de humor como "La hora chanante", "Noche sin tregua", "Smonka!", "Nada que perder", "Telecomping", Solo ante el Peligro o su serie de sketches "Ascensores". Sirviendo además como cantera de nuevos humoristas y actores como por ejemplo Eva Hache, Ricardo Castella, Julián López, Ángel Martín, Agustín Jiménez, Joaquín Reyes o Ernesto Sevilla.
En la programación original actual, destaca Central de Cómicos, un programa de monólogos humorísticos cuyos protagonistas realizan también giras por teatros desde 2001. También se emiten series de ámbito nacional e internacional, además de películas

#### Central de cómicos
Central de Cómicos es un programa de creación propia proveniente del programa por excelencia de la cadena: Nuevos Cómicos. Bajo este título (Central de Cómicos) la cadena reúne todos los contenidos propios de comedia en vivo. Tras la creación de este contenedor, Comedy Central creó tres programas distintos: Central de Cómicos Express, Central de Cómicos y Central de Cómicos XXL, emitiéndose de lunes a viernes, los viernes, y los fines de semana respectivamente.
La mecánica de estos programas es exactamente la misma, ya que un grupo de personas se reúne para contar un monólogo. El único cambio es que en Central de Cómicos Express se emiten varios monólogos cortados. Central de Cómicos se emite una vez a la semana y cuenta con la emisión de un nuevo monólogo. Por su parte, Central de Cómicos XXL es un programa en el que la emisión se centra en cuatro monólogos (enteros y repetidos). Por último, cabe destacar que Central de Cómicos es sin duda uno de los programas que más popularidad goza en la cadena de Viacom.

#### El Roast de Santiago Segura
El actor y director Santiago Segura fue el protagonista del primer "roast" de la cadena titulado "El Roast de Santiago Segura. Amiguetes los justos", un formato estadounidense de comedia en el que un grupo de amigos se reúne para criticar en público al protagonista del show. El espacio es presentado por el cómico Alex O’Dogherty.

### Series españolas

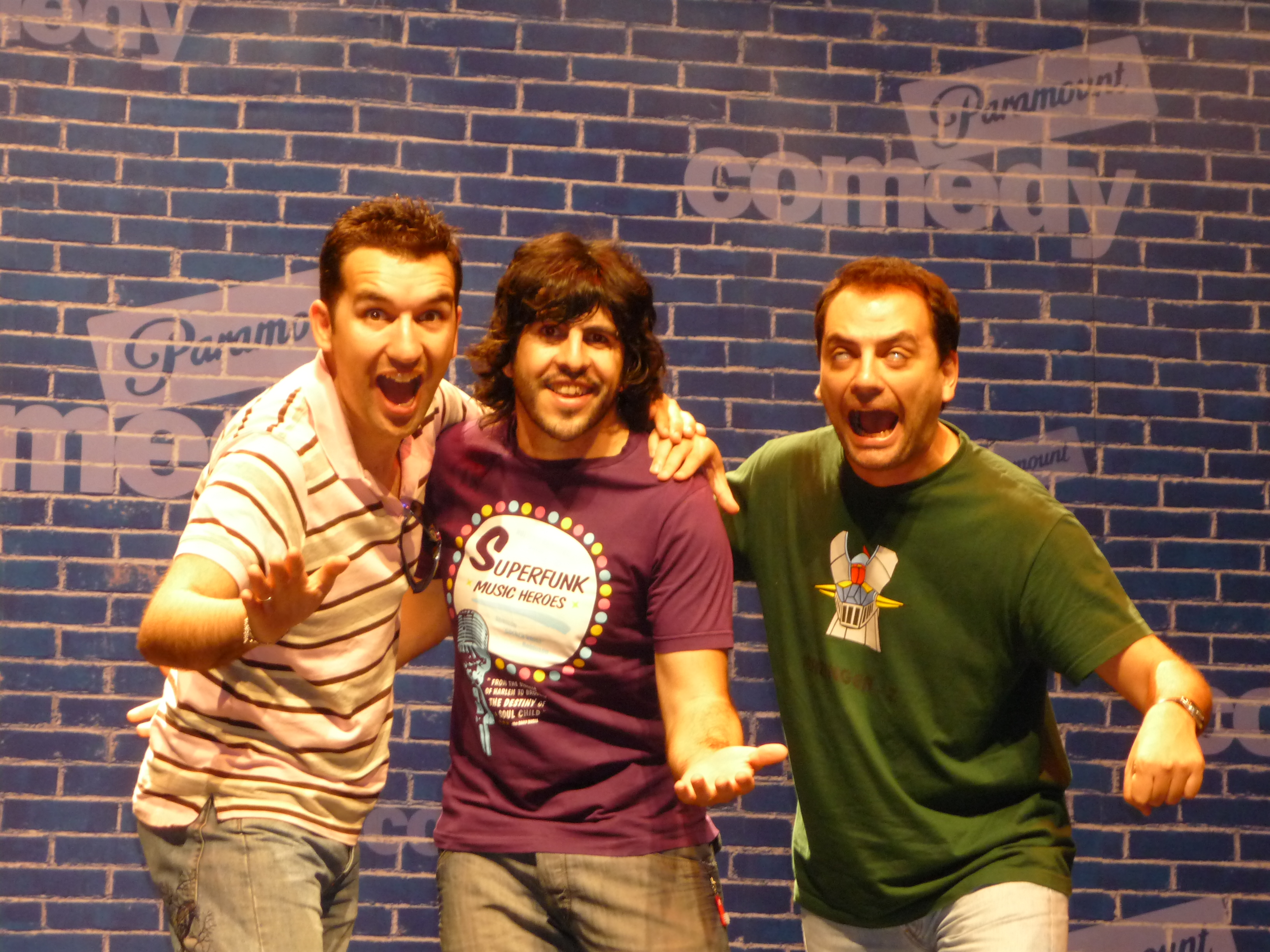
Algunos cómicos de la cadena.

La cadena suele emitir series de ámbito nacional tales como:
- Aquí no hay quien viva
- Aída
- Chi-Cas
- Cuestión de sexo[8]
- El Divo
- La que se avecina
- Los protegidos
- Vaya semanita
- La hora de José Mota
- La hora chanante-Muchachada Nui

### Series extranjeras
Las series que suele emitir la cadena de ámbito internacional son:
- Anger Management
- Aquellos Maravillosos 70
- Becker
- Being Erica[8]
- Bored to Death
- Breaking Bad
- Colgados en filadelfia
- Cómo conocí a vuestra madre[8]
- Cosas de marcianos
- Doctor en Alaska
- Friends
- Larry David
- Padre de Familia
- Quark
- Reglas de Compromiso[8]
- Royal Pains[8]
- South Park
- Sports Night
- The Edge (Al Filo)
- Whitney